# 1997 AM5
1997 AM5 är en asteroid i huvudbältet som upptäcktes den 7 januari 1997 av den japanska astronomen Takao Kobayashi vid Ōizumi-observatoriet.